# Fère-Champenoise
Fère-Champenoise ist eine französische Stadt mit 2181 Einwohnern (Stand 1. Januar 2022) im Département Marne in der Region Grand Est (vor 2016 Champagne-Ardenne). Sie gehört zum Kanton Vertus-Plaine Champenoise im Arrondissement Épernay.

## Geographie
Fère-Champenoise liegt auf einer Höhe von 114 m über dem Meeresspiegel, etwa 36 Kilometer südwestlich der Stadt Châlons-en-Champagne (Luftlinie). Das Dorf erstreckt sich im Süden des Départements, beidseits des Flüsschens Superbe, hier auch Vaure genannt, in der Ebene der Champagne.
Die Fläche des 65,67 km² großen Gemeindegebiets umfasst einen Abschnitt in der schwach reliefierten Landschaft der so genannten Trockenen Champagne (Champagne sèche). Von Nordosten nach Südwesten wird das Gebiet von der Talaue der Vaure durchquert, die für die Entwässerung über die Superbe zur Aube sorgt. Die Alluvialniederung liegt durchschnittlich auf 115 m. Südlich und westlich von Fère-Champenoise breitet sich eine Ebene aus, während das Gelände gegen Osten leicht ansteigt. Hier befinden sich die Erhebungen von Mont Méan südlich und Mont Hubert nördlich der Vaure, beide 161 m hoch.
Weiter nach Nordosten erstreckt sich das Gemeindeareal über das hier auf 145 bis 150 m gelegene Plateau und das maximal 20 m eingetiefte Tälchen der Somme bis zur Flur Beauregard. Mit 169 m wird auf einer Anhöhe ganz im Nordosten des Gebietes die höchste Erhebung von Fère-Champenoise erreicht. Das Gelände wird landwirtschaftlich intensiv genutzt. Kleinere waldbestandene Flächen gibt es nur in den Talauen von Vaure und Somme.
Zu Fère-Champenoise gehört die Ortschaft Normée (140 m), ein Straßendorf südlich der Talaue der Somme. Nachbargemeinden von Fère-Champenoise sind Val-des-Marais, Écury-le-Repos und Clamanges im Norden, Soudron und Lenharrée im Osten, Connantray-Vaurefroy, Euvy und Corroy im Süden sowie Connantre und Bannes im Westen.

## Geschichte
Fère-Champenoise kann auf eine lange Siedlungsgeschichte zurückblicken. Auf dem Gemeindegebiet wurden Überreste von Siedlungsplätzen aus der Bronzezeit und der Eisenzeit entdeckt. Auch während der La-Tène-Zeit und der römischen Epoche befand sich hier eine Ansiedlung. Im Weiteren wurden zwei Gräberfelder aus der Merowingerzeit des 5. und 6. Jahrhunderts gefunden. 
Urkundlich erwähnt wird Fère-Champenoise unter dem Namen Fara. Später erschienen die Bezeichnungen Féria, Féria Campaniensis (1131) und Féria Campanica (1542). Der Ortsname Fara stammt ursprünglich aus dem Germanischen und bedeutet so viel wie Niederlassung (Kolonie).
Im Mittelalter war Fère-Champenoise verschiedenen Herrschaften unterstellt, es gehörte unter anderem den Herren von Anglure und den Herren von Étoges. Zur Zeit des französischen Königs Karl V. Ende des 14. Jahrhunderts war Fère-Champenoise ein befestigter Burgflecken mit zwei Kirchen (Saint-Timothée und Saint-Aignan). Im Lauf der Zeit entwickelte sich der Ort weiter zu einem Markt.
In den letzten drei Jahrhunderten erlitt Fère-Champenoise mehrfach starke Zerstörungen. Am 9. Mai 1756 wurde fast die gesamte Ortschaft von einem Großbrand heimgesucht. Anschließend baute man den Ort mit dem heutigen Grundriss wieder auf. Im Rahmen der Befreiungskriege fand am 25. März 1814 die Schlacht bei Fère-Champenoise statt, bei der die Koalitionstruppen die Armee Napoleons besiegten und sechs Tage später Paris besetzten. Zur Erinnerung an die Schlacht unter Beteiligung russischer Kosakentruppen erhielt später ein Dorf östlich des Ural in der heutigen Oblast Tscheljabinsk den Namen Ferschampenuas.
Das 19. Jahrhundert stand im Zeichen der Verbesserung der Verkehrsanbindungen. 1835 wurde die Route Nationale von Paris nach Lothringen errichtet, welche durch Fère-Champenoise führte. Mit der Einweihung der Bahnlinie von Esternay via Sézanne nach Oiry wurde Fère-Champenoise im Sommer 1871 an das französische Eisenbahnnetz angeschlossen. Seit 1902 ist der Ort mit Elektrizität versorgt.
Während des Ersten Weltkrieges war Fère-Champenoise im September 1914 einer der Schauplätze der Ersten Schlacht an der Marne, mit der der Vorstoß der deutschen Truppen auf französischem Gebiet gestoppt wurde. Das Dorf wurde dabei in Mitleidenschaft gezogen. Im Zweiten Weltkrieg, am 6. Juni 1940, wurde Fère-Champenoise bombardiert, was einen Großbrand im Ortszentrum zur Folge hatte, bei dem rund 80 Häuser zerstört wurden. Anschließend war Fère-Champenoise bis zum Eintreffen der Alliierten am 28. August 1944 von deutschen Truppen besetzt.
Zu einer Gebietsveränderung kam es im Jahr 1972, als das bis dahin selbständige Normée (1968: 90 Einwohner) nach Fère-Champenoise eingemeindet wurde. Heute ist Fère-Champenoise Verwaltungssitz des 13 Ortschaften umfassenden Gemeindeverbandes Communauté de communes du Sud Marnais.

## Sehenswürdigkeiten

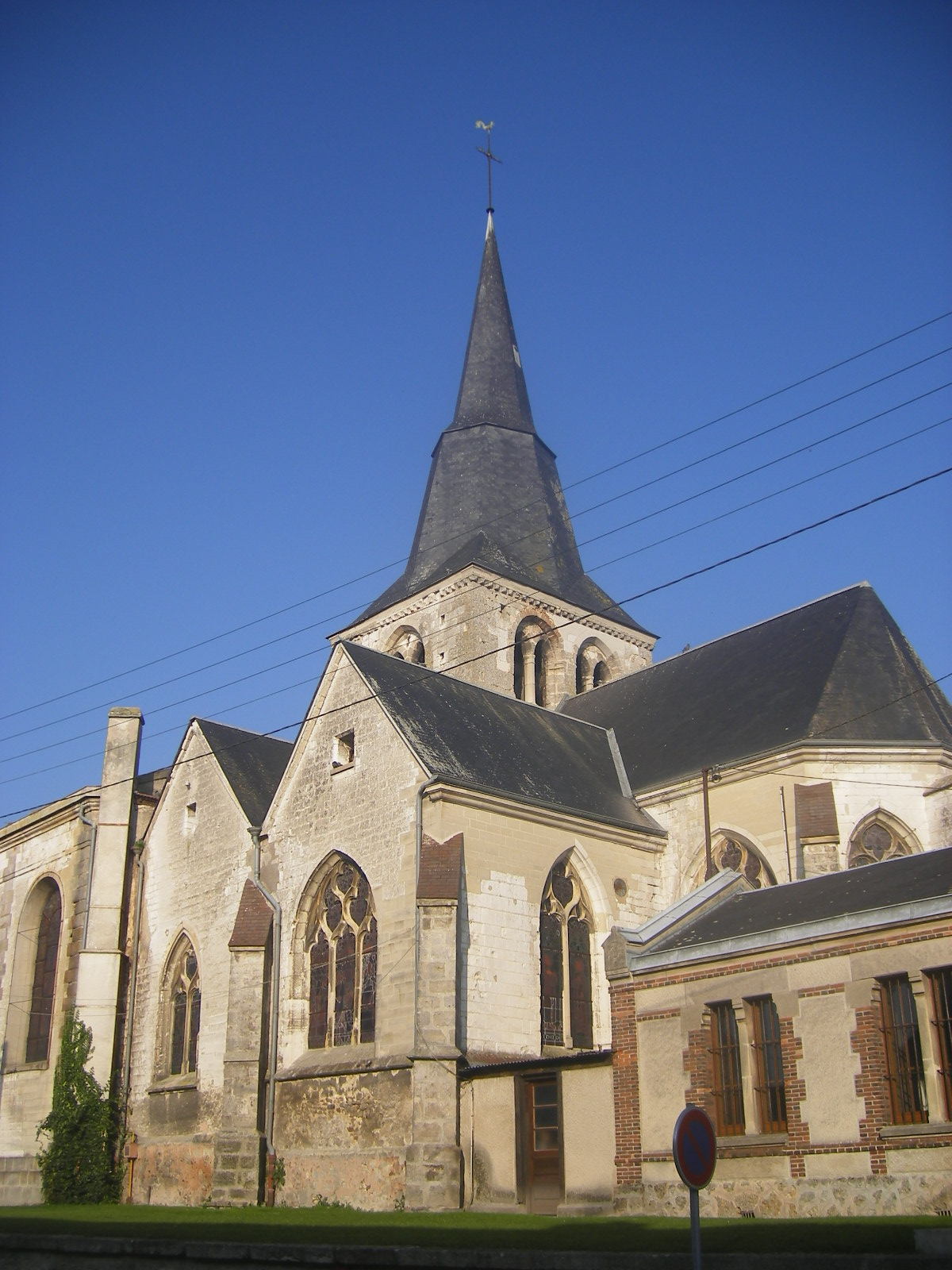
Kirche Saint-Timothée

Die Kirche Saint-Timothée stammt ursprünglich aus dem 13. Jahrhundert (aus dieser Zeit sind Teile des Turms erhalten), wurde später aber mehrfach verändert. Der heutige Chorraum wurde im 15. Jahrhundert erstellt und das Schiff nach dem Dorfbrand von 1756 neu erbaut und vergrößert. Etwas außerhalb der Ortschaft befindet sich das Monument aux Morts, ein Werk von Robert Delandre, das an die Gefallenen der Schlacht an der Marne erinnert.

## Bevölkerung
| Bevölkerungsentwicklung | Bevölkerungsentwicklung |
| Jahr                    | Einwohner               |
| ----------------------- | ----------------------- |
| 1962                    | 2146                    |
| 1968                    | 2162                    |
| 1975                    | 2544                    |
| 1982                    | 2518                    |
| 1990                    | 2362                    |
| 1999                    | 2293                    |
| 2006                    | 2311                    |
| 2018                    | 2152                    |

Mit 2181 Einwohnern (1. Januar 2022) gehört Fère-Champenoise zu den größeren Gemeinden des Départements Marne. Nachdem die Einwohnerzahl in der ersten Hälfte des 20. Jahrhunderts stets im Bereich zwischen 2100 und 2350 Personen gelegen hatte, wurde in der Zeit um 1970 (zusammen mit der Eingemeindung von Normée) ein deutliches Bevölkerungswachstum verzeichnet. Seit 1975 ist die Einwohnerzahl wieder leicht rückläufig.

## Wirtschaft und Infrastruktur
Fère-Champenoise war lange Zeit ein Marktflecken, der durch Handel und Gewerbe sowie die Verarbeitung der landwirtschaftlichen Produkte des Umlandes geprägt war. Ein früher bedeutender Arbeitgeber war die Textilfabrik, die den Betrieb 1960 einstellte. Heute ist Fère-Champenoise ein Kleinzentrum, das zentralörtliche Funktionen für die nähere Region übernimmt. Größere Industriezonen befinden sich in Bahnhofsnähe und am westlichen Ortseingang (Zone Le Voy). Es gibt zahlreiche Betriebe des Klein- und Mittelgewerbes, vor allem in den Bereichen Nahrungsmittelverarbeitung (mit Getreidespeicher), Futtermittelindustrie (Zuckerrüben), Feinmechanik, Bau von landwirtschaftlichen Maschinen, Baugewerbe und Verpackungsindustrie. Daneben sind in Fère-Champenoise verschiedene Geschäfte und Dienstleistungsunternehmen für den täglichen Bedarf ansässig. Die Ortschaft ist Standort eines Collège.
Fère-Champenoise ist verkehrstechnisch gut erschlossen. Die Stadt liegt an der Route nationale 4, die von Paris nach Nancy führt. Weitere wichtige Straßenverbindungen bestehen mit Châlons-en-Champagne, Bergères-lès-Vertus und Arcis-sur-Aube. Der Ortskern ist durch eine lokale Umfahrung vom Durchgangsverkehr entlastet. Der nächste Anschluss an die Autoroute A 26 befindet sich in einer Entfernung von ungefähr 20 Kilometern.
Der Bahnhof Fère-Champenoise lag am Abzweig der Bahnstrecke Fère-Champenoise–Vitry-le-François von der Bahnstrecke Oiry-Mareuil–Romilly-sur-Seine.

## Partnerschaft
Seit 1962 unterhält Fère-Champenoise eine Partnerschaft mit Bruchhausen, einer heute zu Ettlingen gehörenden Ortschaft im deutschen Bundesland Baden-Württemberg.